# Compsibidion guanabarinum
Compsibidion guanabarinum là một loài bọ cánh cứng trong họ Cerambycidae.